# Kollektivdans
En kollektivdans er en dans, hvor man ikke danser i par. 
Sådan set er kædedans en kollektivdans, men en kædedans vil man normalt bare kalde kædedans, og bruge ordet kollektivdans om danse hvor der er flere kæder som danser sammen. F.eks. kan tre kæder danse rundt som egerne på et hjul.